# Mitsubishi F–2
A Mitsubishi F–2 egy japán vadászbombázó repülőgép, amelynek fejlesztését a japán Mitsubishi Heavy Industries (MHI) és az amerikai General Dynamics (ma Lockheed Martin) közösen végezte a Japán Önvédelmi Légierő számára, 60-40%-os arányú megoszlásban. A repülőgép fejlesztése során sok, az F–16-osnál alkalmazott megoldást átvettek, így a két típus külsőleg nagy hasonlóságot mutat. Az F–2-est 2000-ben állították szolgálatba, eddigi egyetlen alkalmazója a Japán Önvédelmi Légierő.

## Fejlesztésének története, rendszerbe állítása
A fejlesztési munkákat az 1980-as években kezdték el, FS-X néven. A program célja egy olyan többfeladatú vadászbombázó repülőgép kifejlesztése volt, amely leváltja a kiöregedő F–1-eseket, valamint kiegészíti az F–15J és F–4EJ flottát (valamint a későbbiekben átveszi az utóbbi típus helyét). Az új gép alapját az F–16-ból kifejlesztett Agile Falcon adta, amely egy megnövelt méretű és modernizált Fighting Falcon lett volna, de sosem épült meg, mivel a Joint Strike Fighter programja miatt a tervezési fázisnál nem jutott tovább. 1987-ben a JASDF (Japan Air Self-Defense Force – Japán Önvédelmi Légierő) döntést hozott 141 darab harci gép megvásárlásáról, de ezt később 98-ra, végül 94-re csökkentették a fejlesztési költségek jelentős növekedése miatt. Az amerikai Lockheed Martinnal kötött szerződés tartalmazta a teljes technológiai transzfert is, amelyhez Japán (a repülőgépipara fejlesztésének céljából) mindig is ragaszkodott. A fejlesztés költségeinek 60%-át az ázsiai ország, míg a fennmaradó részt az USA finanszírozta.
A prototípusok közül elsőként a 63-0001 szériaszámú XF–2A emelkedett a levegőbe 1995. október 7-én. A 38 perces repülésre a Mitsubishi nagojai üzemének kifutópályájáról indult, és ide is tért vissza. A berepülésbe később bekapcsolódott a következő XF–2A és 2 XF–2B (kétüléses prototípus) is.
A sikeres berepülési program és a tapasztalatok alapján eszközölt változtatások után 1996-ban kezdődött el a sorozatgyártás, s az F–2-es 2000-ben állt szolgálatba. A tervek szerint a megrendelt 94 példányból az utolsót 2010-ben adják át.
Az F–2-es gyártásában számos beszállító vesz részt mind japán (Kawasaki, Kokusai Electric, NEC), mind amerikai (General Electric, Honeywell, Raytheon, Lockheed Martin) részről. A végső összeszerelést Japánban, a Mitsubishi nagojai gyárában végzik.

## Szerkezete
A repülőgép, bár sok tekintetben jelentős hasonlóságot mutat az F–16-ossal, számos módosításon esett át (25%-kal megnövelt szárnyfelület, amely több üzemanyag elhelyezésére ad lehetőséget; kompozit anyagok felhasználásával készült sárkányszerkezet, mely súly- és radarreflexió-csökkenést hozott amely tartós és korrózióálló is; hosszabb, szélesebb orr-rész az aktív fáziskitérítésű radar számára; nagyobb vízszintes vezérsíkok; megnövelték a szívócsatorna beömlőnyílását; háromrészes kabintető a tenger feletti repülések madarakkal való magasabb ütközésveszélye miatt). A típust eredetileg az F–16 AFTI verzióhoz hasonlóan előszárnnyal is el kívánták látni, de erről költségek rohamos emelkedése miatt lemondtak.

## Hajtómű
Az F–16-osokban és az F–15-ösökben is használt General Electric F110-GE-129 utánégetővel ellátott erőforrást a General Electric szállítja. A 3 kisnyomású és 9 nagynyomású kompresszorfokozattal ellátott gépezet 13 154 kilogrammnyi tolóerő leadására képes maximális utánégetés esetén. A szívócsatorna beömlőnyílása az amerikai típusokhoz hasonlóan rögzített kialakítású, így az F–2-es sem képes a hangsebesség kétszeresénél nagyobb sebesség elérésére, mivel nagyobb sebesség mellett a kialakuló örvények és lökéshullámok miatt fennáll a hajtómű károsodásának a veszélye.

## Elektronika
A pilóta előtt három darab, a Yokogawa cég által készített multifunkciós LCD-kijelző és egy Shimadzu holografikus szemmagasságú kijelző helyezkedik el. A Japan Aviation Electronics szállítja az inerciális és giroszkópos navigációs rendszereket. A repülőgép ezen kívül rendelkezik HOTAS (Hands On the Throttle And Stick; kezek a gázkaron és a botkormányon) rendszerrel is. A gép az F–16-os digitális vezérlőrendszerének az MHI által módosított változatával repül. Szintén a Mitsubishi szállítja az elektronikai harci és a radarrendszereit is. Utóbbi úgynevezett AESA (Active Electronically Scanned Array; aktív elektromos eltérítésű) vagy más néven fázisvezérelt készülék, amely 800 darab 3W-os gallium-arzenid adóvevőt tartalmaz.

## Fegyverzet

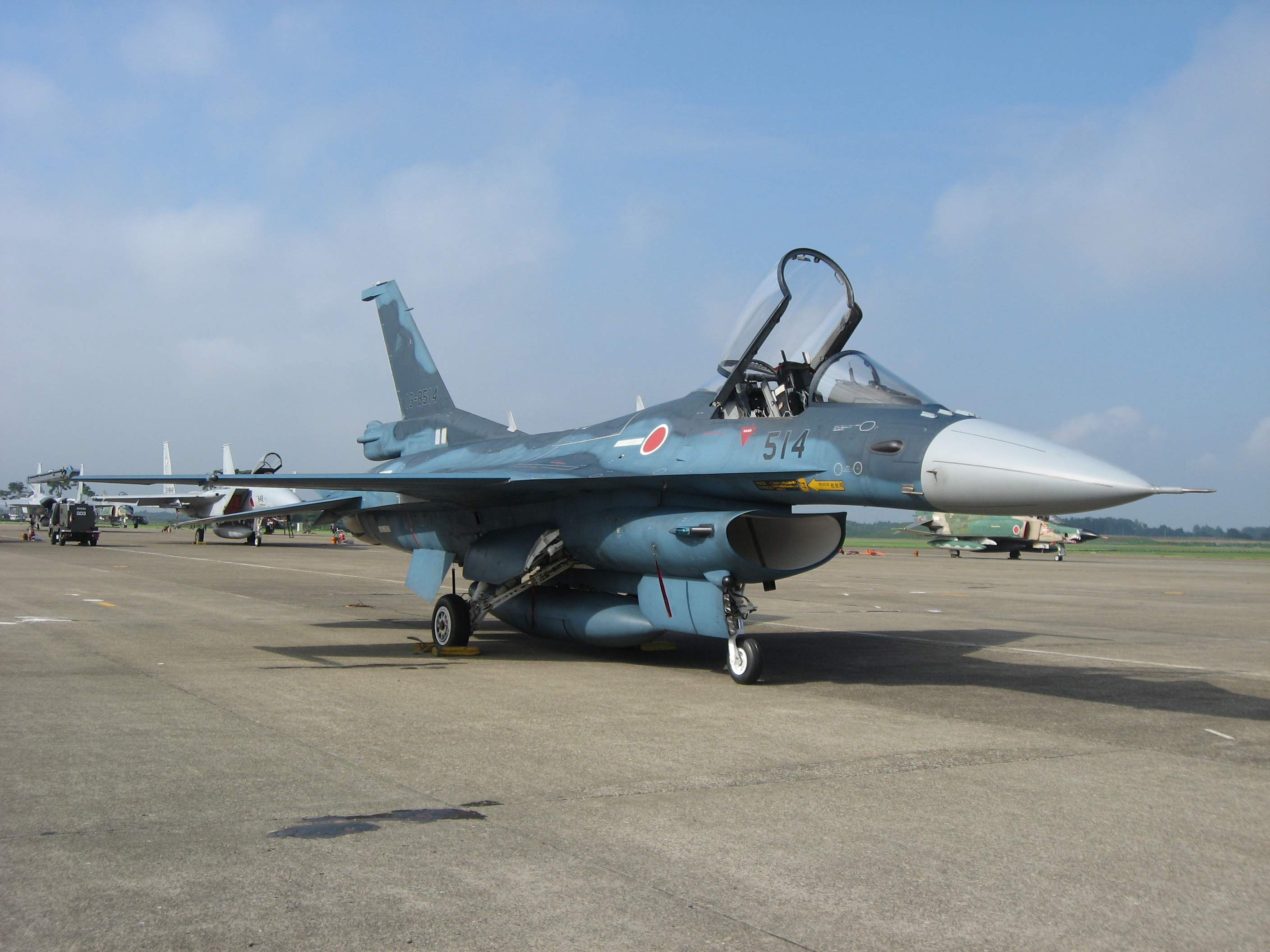
Mitsubishi F–2 harci repülőgép a Hyakuri légibázison.

Ahogy az F–16 esetében is, az F–2 is rendelkezik beépített fegyverzettel. A 20 mm-es M61A1 Vulcan gépágyú a gép bal oldalán lett beépítve. A fegyverzetet 11 felfüggesztési ponton hordozhatja (egy a törzs alatt, 4-4 a szárnyak alatt, egy-egy a szárnyvégeken), és ezeken kívül még kettő áll rendelkezésre a célmegjelölő- és felderítőkonténerek számára a szívócsatorna két oldalán. A szárny legbelső pilonjain és a törzs középvonalában elhelyezett felfüggesztők póttartályok hordozására is alkalmasak.
Az amerikai Sparrow és Sidewinder rakétákon kívül alkalmazhatja még a japán fejlesztésű AAM-3 rövid hatótávolságú, infrafejes, az AAM-4 félaktív-lokátoros levegő-levegő, valamint az ASM-1 és az ASM-2 hajó elleni rakétahajtású fegyvert.
Földi célpontok megsemmisítésére az Mk 80-as bombacsalád különböző irányítórendszerrel ellátott tagjai, valamint a CBU-87/B kazettás bomba áll rendelkezésre.

## Típusváltozatok
- XF–2A: együléses prototípus.
- XF–2B: kétüléses prototípus.
- F–2A: együléses szériagép.
- F–2B: kétüléses szériagép (kiképzésre)

## Rendszeresítő
Japán
- Japán Légi Véderő - 85 darab rendszerben, 62 darab F2A és 23 darab F2B.

## Fordítás
- Ez a szócikk részben vagy egészben  a   Mitsubishi F-2 című angol Wikipédia-szócikk fordításán alapul.  Az eredeti cikk szerkesztőit annak laptörténete sorolja fel. Ez a jelzés csupán a megfogalmazás eredetét és a szerzői jogokat jelzi, nem szolgál a cikkben szereplő információk forrásmegjelöléseként.